# Nati nel 1977/Senza giorno specificato
| Questa pagina contiene informazioni ricavate automaticamente dalle voci biografiche con l'ausilio del template Bio e di un bot. L'aggiornamento è periodico e automatico e ricostruisce completamente la pagina. Se manca una persona in questa lista, sei pregato di non aggiungerla, ma accertati piuttosto che la sua voce biografica contenga il template Bio e che i dati anagrafici siano correttamente compilati. Se il template Bio manca, inseriscilo tu stesso o, in alternativa, metti l'avviso {{tmp\|Bio}} che ne segnala la mancanza. Se i dati riportati sono sbagliati, correggi direttamente la voce biografica; le modifiche saranno visibili in questa lista entro pochi giorni. Per chiarimenti vedi il progetto biografie. La lista contiene solo le 166 persone che sono citate nell'enciclopedia e per le quali è stato implementato correttamente il template Bio. Pagina aggiornata al 18 ago 2025. |

- Bilal Ag Acherif, politico maliano
- Adnan Abu Amjad, militare siriano († 2017)
- François-Xavier Ajavon, filosofo e scrittore francese
- Sulaiman Al-Fahim, imprenditore emiratino
- Abu Muhammad al-'Adnani, militare e terrorista siriano († 2016)
- Rumaan Alam, scrittore statunitense
- Cecilia Alemani, direttrice artistica italiana
- Nadine Amann, ex sciatrice alpina austriaca
- Nassim Amaouche, regista, sceneggiatore e attore francese
- Stefano Amato, scrittore e traduttore italiano
- Mohsen Amiraslani, attivista iraniano († 2014)
- Pierre Andurand, imprenditore francese
- Amit Arieli, musicista, clarinettista e compositore israeliano
- Steven Bagatourian, sceneggiatore armeno
- Colin Bakker, ex sciatore alpino canadese
- Elif Batuman, scrittrice e giornalista statunitense
- Angie Be, cantante francese
- Dilka Bear, pittrice kazaka
- Fekadu Bekele, ex maratoneta etiope
- Alexandre Berardo, copilota di rally e architetto portoghese
- Merikokeb Berhanu, artista etiope
- Ilaria Bernardini, scrittrice e autrice televisiva italiana
- Ingrid Bjørdal, ex sciatrice alpina norvegese
- Bottin, musicista, artista e musicologo italiano
- David Bruckner, regista e sceneggiatore statunitense
- Jayro Bustamante, regista, sceneggiatore e produttore cinematografico guatemalteco
- Lucia Cara, attrice italiana
- Pablo Castañon, attore e doppiatore spagnolo
- Cherry Cheva, scrittrice, sceneggiatrice e produttrice televisiva statunitense
- Heman Chong, artista e scrittore malese
- Eric J. Christensen, astronomo statunitense
- Tamara Anna Cislowska, pianista e musicista australiana
- Brandy Clark, cantautrice statunitense
- Louis Clichy, regista, animatore e sceneggiatore francese
- Christopher Coyne, economista statunitense
- Anthony Cozens, attore britannico
- Giancarlo Liviano D'Arcangelo, scrittore italiano
- DJ Proteus, disc jockey finlandese
- Manuel Dacosse, direttore della fotografia belga
- Alexander Dargatz, culturista tedesco
- Davide De Cubellis, illustratore e fumettista italiano
- Luca Delfino, criminale italiano
- Victoria Donda, politica e attivista argentina
- James Duncan, batterista inglese
- Sanaa El Aji, sociologa, scrittrice e giornalista marocchina
- Jessica Elbaum, produttrice cinematografica statunitense
- Elisapie, cantante e regista cinematografica canadese
- Erin Entrada Kelly, scrittrice statunitense
- Jenni Fagan, scrittrice scozzese
- Flynt, rapper francese
- Erika Forss, ex sciatrice alpina svedese
- Andrea Frazzetta, fotoreporter italiano
- Jantje Friese, sceneggiatrice e produttrice cinematografica tedesca
- Enrico Galiano, scrittore e insegnante italiano
- Tania Garribba, attrice italiana
- Luca Genovese, fumettista italiano
- Alenka Gotar, soprano sloveno
- Othalie Graham, soprano canadese
- Adi Granov, fumettista bosniaco
- Ernesto Guido, astronomo italiano
- Golan Haji, poeta e scrittore siriano
- Kristin Hartman, ex sciatrice alpina statunitense
- Q Hayashida, fumettista giapponese
- Four Tet, musicista britannico
- Kirby Heyborne, attore statunitense
- Chad Hodge, sceneggiatore e produttore televisivo statunitense
- Laura Howard, attrice britannica
- Grímur Hákonarson, regista e sceneggiatore islandese
- Cornelius Jakhelln, cantante, poeta e scrittore norvegese
- Juhn Jai-hong, regista sudcoreano
- Saunder Jurriaans, compositore e musicista statunitense
- Manna, cantante finlandese
- Salar Kamangar, biologo iraniano
- Susan D. Kern, astronoma statunitense
- J. C. Khoury, regista, sceneggiatore e montatore statunitense
- Patricia Kopatchinskaja, violinista moldava
- Petra Kritzinger, ex sciatrice alpina italiana
- Mareike Krügel, scrittrice tedesca
- Zoltán Kuli, astronomo ungherese
- Krishanti Kumaraswamy, cingalese († 1996)
- Jarle Kvåle, bassista norvegese
- Nottz, produttore discografico statunitense
- Giōrgos Lamprinos, montatore greco
- Will Lavender, scrittore statunitense
- Vincent Lavoie, ex sciatore alpino canadese
- Le Ying, ex nuotatrice cinese
- Piia Leino, giornalista e scrittrice finlandese
- Gianluca Leuzzi, regista italiano
- David Lidow, ex schermidore statunitense
- Hillary Lindsey, compositrice e cantante statunitense
- Theodōros Livanios, politico greco
- Massimiliano Loizzi, attore e scrittore italiano
- Basim Magdy, artista egiziano
- Inger-Maria Mahlke, scrittrice tedesca
- Chiara Malta, regista italiana
- Nicola Manuppelli, scrittore, traduttore e curatore editoriale italiano
- Roberta Marquez, ballerina brasiliana
- Richard Mason, scrittore inglese
- Cass McCombs, cantautore statunitense
- Brent McKinlay, ex sciatore alpino canadese
- Juan Carlos Medina, regista spagnolo
- Valerio Millefoglie, scrittore e musicista italiano
- Gionata Mirai, chitarrista e compositore italiano
- Jalal Mirzaev, diplomatico azero
- Alexandra Morallet, ex sciatrice alpina francese
- Stéphane Morata, astronomo francese
- Hervé Moreau, ex ballerino e coreografo francese
- Itamar Moses, drammaturgo, librettista e sceneggiatore statunitense
- Henrik Robin Motys, ex sciatore alpino norvegese
- Aimee Mulkern, ex sciatrice alpina statunitense
- Daniel Muriuki, ex maratoneta keniota
- Sandy Müller, cantante italiana
- Scott Neustadter, sceneggiatore e produttore cinematografico statunitense
- Sahr Ngaujah, attore e regista teatrale statunitense
- Qui Nguyen, giocatore di poker vietnamita
- Emma Nitti, attrice, showgirl e regista italiana
- Harold Offeh, artista ghanese
- Amarachi Okafor, artista nigeriana
- Carmen Pellegrino, scrittrice e storica italiana
- Tommaso Percivale, scrittore italiano
- Adrienne Pierce, cantante canadese
- Tiina Pitkänen, cantante finlandese
- Tyler Pope, musicista statunitense
- Mari Rauhala, ex fondista finlandese
- Brigit Repas, ex sciatrice alpina canadese
- Jonathan Saunders, stilista britannico
- Saıragúl Saýytbaı, attivista kazaka
- Veronica Sbergia, cantante e musicista italiana
- Mathias Schacht, matematico tedesco
- Norman Schenz, giornalista, conduttore radiofonico e conduttore televisivo austriaco
- Ulrich Schnauss, musicista e produttore discografico tedesco
- Sebastian Schulz, doppiatore e conduttore radiofonico tedesco
- Rafiq Shahadah, generale siriano
- Rotem Shamir, produttore cinematografico, regista e sceneggiatore israeliano
- Erkekjetter Silenoz, chitarrista e cantante norvegese
- Miriam Silverman, attrice statunitense
- Ognjen Spahić, scrittore montenegrino
- Kevin Stell, ex sciatore alpino statunitense
- Kelly Stempihar, ex sciatrice alpina statunitense
- Christianne Stotijn, mezzosoprano olandese
- Tristram Stuart, scrittore e storico inglese
- Spencer Susser, regista, sceneggiatore e montatore statunitense
- Makoto Suwa, astronauta giapponese
- Sana Takeda, fumettista e illustratrice giapponese
- Tom Harper, scrittore inglese
- Russell Thomas, tenore statunitense
- Tenzin Thuthob Tsarong, attore tibetano
- Tycho, musicista e compositore statunitense
- Chad VanGaalen, cantante canadese
- Lukas Vesely, cantante, bassista e pianista statunitense
- Helen Walsh, scrittrice e regista britannica
- Jesmyn Ward, scrittrice statunitense
- Hella Wenders, regista tedesca
- Susie Whan, ex sciatrice alpina australiana
- Kehinde Wiley, pittore statunitense
- Xu Zhen, artista cinese
- Yang Aihua, ex nuotatrice cinese
- Ruriko Yate, modella giapponese
- Susan Youssef, regista e sceneggiatrice statunitense
- Yuksek, disc jockey e produttore discografico francese
- Alexis Zegerman, attrice e drammaturga britannica
- Davide Zilli, cantautore italiano
- Ammar al-Baluchi, terrorista e informatico pakistano
- Khalid bin Bandar bin Sultan Al Sa'ud, principe, diplomatico e imprenditore saudita
- Sa'ud bin Abd al-Aziz bin Nasser Al Sa'ud, principe e criminale saudita
- Ivica Đikić, sceneggiatore, giornalista e scrittore croato